# Peter Piot
Peter Piot, född 17 februari 1949 i Leuven i Belgien, är en belgisk mikrobiolog, som är känd för sin forskning om ebolafeber och aids. Han var med om att upptäcka ebolavirus 1976 var en av dem som ledde ansträngningarna att få kontroll över ebolautbrottet i Demokratiska republiken Kongo 1976.
Peter Piot utbildade sig i medicin vid Universitet i Ghent och blev doktor i medicin 1974. Han arbetade därefter vid Antwerpens institut för tropikmedicin och disputerade också i mikrobiologi vid Universitetet i Antwerpen 1980.
År 1976, när han arbetade på Antwerpens institut för tropikmedicin, var Peter Piot medlem i det team som upptäckte ebolavirus. En belgisk läkare som arbetade i Demokratiska republiken Kongo (då benämnt Zaire), hett blodprov på en insjuknad belgisk nunna för undersökning, efter det att han misslyckats att identifiera sjukdomen. Efter upptäckten reste Piot och hans team till Kongo och gjorde rön om hur sjukdomen spreds. Gruppen reste från by till by för att sprida information och sätta insjuknade i karantän. Epidemin stoppades på tre månader, efter att ha lett till ungefär 300 dödsfall.
Under 1980-talet deltog Peter Piot I ett antal aidsprojekt i Burundi, Elfenbenskusten, Kenya, Tanzania och Demokratiska republiken KongoZaire. Han var professor vid ett flertal universitet och forkningsinstitutioner. Han var ordförande i International AIDS Society 1991–94. År 1992 blev han biträdande chef för Världshälsoorganisationens globala program för hiv/aids och i december 1994 chef för FN:s program för hiv/aids (UNAIDS) och biträdande generalsekreterare i FN. Åren 2009–10 var han chef för Institute for Global Health på Imperial College i London och 2010 chef för London School of Hygiene and Tropical Medicine.